# Ballon d'or 1984
Navigation
Édition précédente Édition suivante
Le Ballon d'or 1984 est un prix donné au meilleur joueur européen de football de l'année 1984. Il est attribué au Français Michel Platini qui évolue à la Juventus.

## Classement
| Rang | Nom                   | Club                            | Sélection nationale | Points |
| ---- | --------------------- | ------------------------------- | ------------------- | ------ |
| 1    | Michel Platini        | Juventus                        | France              | 128    |
| 2    | Jean Tigana           | Bordeaux                        | France              | 57     |
| 3    | Preben Elkjær Larsen  | KSC Lokeren / Verona            | Danemark            | 48     |
| 4    | Ian Rush              | Liverpool FC                    | Pays de Galles      | 44     |
| 5    | Fernando Chalana      | Benfica / Bordeaux              | Portugal            | 18     |
| 6    | Graeme Souness        | Liverpool FC / Sampdoria        | Écosse              | 16     |
| 7    | Harald Schumacher     | 1. FC Cologne                   | Allemagne           | 12     |
| 8    | Karl-Heinz Rummenigge | Bayern Munich / Inter           | Allemagne           | 10     |
| 9    | Alain Giresse         | Bordeaux                        | France              | 9      |
| 10   | Bryan Robson          | Manchester United               | Angleterre          | 7      |
| 11   | Bernd Schuster        | FC Barcelone                    | Allemagne           | 6      |
| 12   | Maxime Bossis         | FC Nantes                       | France              | 5      |
| 12   | Enzo Scifo            | Anderlecht                      | Belgique            | 5      |
| 14   | Klaus Allofs          | 1. FC Cologne                   | Allemagne           | 3      |
| 14   | Hans-Peter Briegel    | Kaiserslautern / Verona         | Allemagne           | 3      |
| 14   | Antonio Cabrini       | Juventus                        | Italie              | 3      |
| 14   | Rui Jordão            | Sporting Portugal               | Portugal            | 3      |
| 18   | Jesper Olsen          | Ajax / Manchester United        | Danemark            | 2      |
| 18   | Morten Olsen          | Anderlecht                      | Danemark            | 2      |
| 18   | Paul McStay           | Celtic                          | Écosse              | 2      |
| 18   | Gordon Strachan       | Aberdeen FC / Manchester United | Écosse              | 2      |
| 22   | Rinat Dasaev          | FK Spartak Moscou               | Union soviétique    | 1      |
| 22   | Mark Hateley          | Portsmouth / Milan              | Angleterre          | 1      |
| 22   | Silviu Lung           | Universitatea Craiova           | Roumanie            | 1      |
| 22   | Antonio Maceda        | Sporting Gijón                  | Espagne             | 1      |
| 22   | Torbjörn Nilsson      | Kaiserslautern / IFK Göteborg   | Suède               | 1      |